# デグー科
デグー科（Octodontidae）は齧歯目ヤマアラシ形亜目テンジクネズミ型類に属す科。

## 現生種
川田ほか（2018）による。
- デグー科 Octodontidae
  - チリアナネズミ属 Aconaemys
    - チリアナネズミ Aconaemys fuscus
    - ポーターアナネズミ Aconaemys porteri
    - パタゴニアアナネズミ Aconaemys sagei

  - デグー属 Octodon
    - チリデグー Octodon bridgesi
    - デグー Octodon degus
    - ペルーデグー Octodon lunatus
    - モカデグー Octodon pacificus

  - フサオデグー属 Octodontomys
    - フサオデグー Octodontomys gliroides

  - ビスカーチャネズミ属 Octomys
    - ビスカーチャネズミ Octomys mimax

  - コンジキビスカーチャネズミ属 Pipanacoctomys
    - コンジキビスカーチャネズミ Pipanacoctomys aureus

  - チャルチャレーロビスカーチャネズミ属 Salinoctomys
    - チャルチャレーロビスカーチャネズミ Salinoctomys loschalchalerosorum

  - コルロネズミ属 Spalacopus
    - コルロネズミ Spalacopus cyanus

  - メンドサビスカーチャネズミ属 Tympanoctomys
    - メンドサビスカーチャネズミ Tympanoctomys barrerae